# Obljaj
Obljaj (Servo-Kroatisch: Обљај) is een dorp in de gemeente Bosansko Grahovo in Bosnië en Herzegovina. Obljaj is gesitueerd ten westen van Sarajevo en ten noorden van Livno nabij de grens met Kroatië en is administratief een onderdeel van Kanton 10 in de Federatie van Bosnië en Herzegovina.
De bekendste inwoner was Gavrilo Princip. Hij werd hier geboren in 1894 en groeide hier op.  In 1914 vermoordde hij in Sarajevo de troonopvolger van Oostenrijk-Hongarije Frans Ferdinand van Oostenrijk-Este.